# Густаво Варела
Густаво Антоніо Варела Родрігес (ісп. Gustavo Antonio Varela Rodríguez, нар. 14 травня 1978, Монтевідео, Уругвай) — колишній уругвайський футболіст, що грав на позиції півзахисника.
Виступав за національну збірну Уругваю.

## Клубна кар'єра
У дорослому футболі дебютував 1998 року виступами за команду клубу «Насьйональ», в якій провів чотири сезони, взявши участь у 118 матчах чемпіонату. Більшість часу, проведеного у складі «Насьйоналя», був основним гравцем команди.
Згодом з 2003 по 2012 рік грав у складі команд клубів «Шальке 04 II», «Насьйональ», «Кільмес» та «Серро».
Завершив професійну ігрову кар'єру у клубі «Серро», у складі якого вже виступав раніше. Прийшов до команди 2013 року, захищав її кольори до припинення виступів 2014 року.

## Виступи за збірну
2000 року дебютував в офіційних матчах у складі національної збірної Уругваю. Протягом кар'єри у національній команді, яка тривала сім років, провів у формі головної команди країни 24 матчі.
У складі збірної був учасником чемпіонату світу 2002 року в Японії та Південній Кореї, розіграшу Кубка Америки 2004 року в Перу, на якому команда здобула бронзові нагороди.

## Досягнення
- Володар Кубка Інтертото (2):

«Шальке 04»: 2003, 2004
- Володар Кубок ліги (1):

«Шальке 04»: 2005
- Бронзовий призер Кубка Америки: 2004